# Valley Zoo
O Valley Zoo é um zoológico localizado no centro de Edmonton, Alberta, no vale do rio North Saskatchewan. O Valley zoo é administrado e de propriedade da cidade de Edmonton e permanece aberto durante 364 dias por ano, fechando somente no Natal. O zoológico é atualmente creditado pela Canadian Association of Zoos and Aquariums, sendo o único zoológico oficialmente reconhecido do norte de Alberta.